# Indolamine

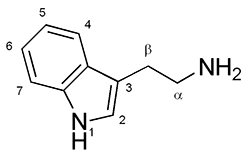
Tryptamine

Sérotonine

Les indolamines sont une famille de neurotransmetteurs présentant une fonction amine liée à un cycle d'indole.
Les principales indolamines sont des tryptamines dont la sérotonine et la mélatonine. Elles sont produites dans la glande pinéale, et synthétisées à partir du tryptophane.